# Nina Teicholz

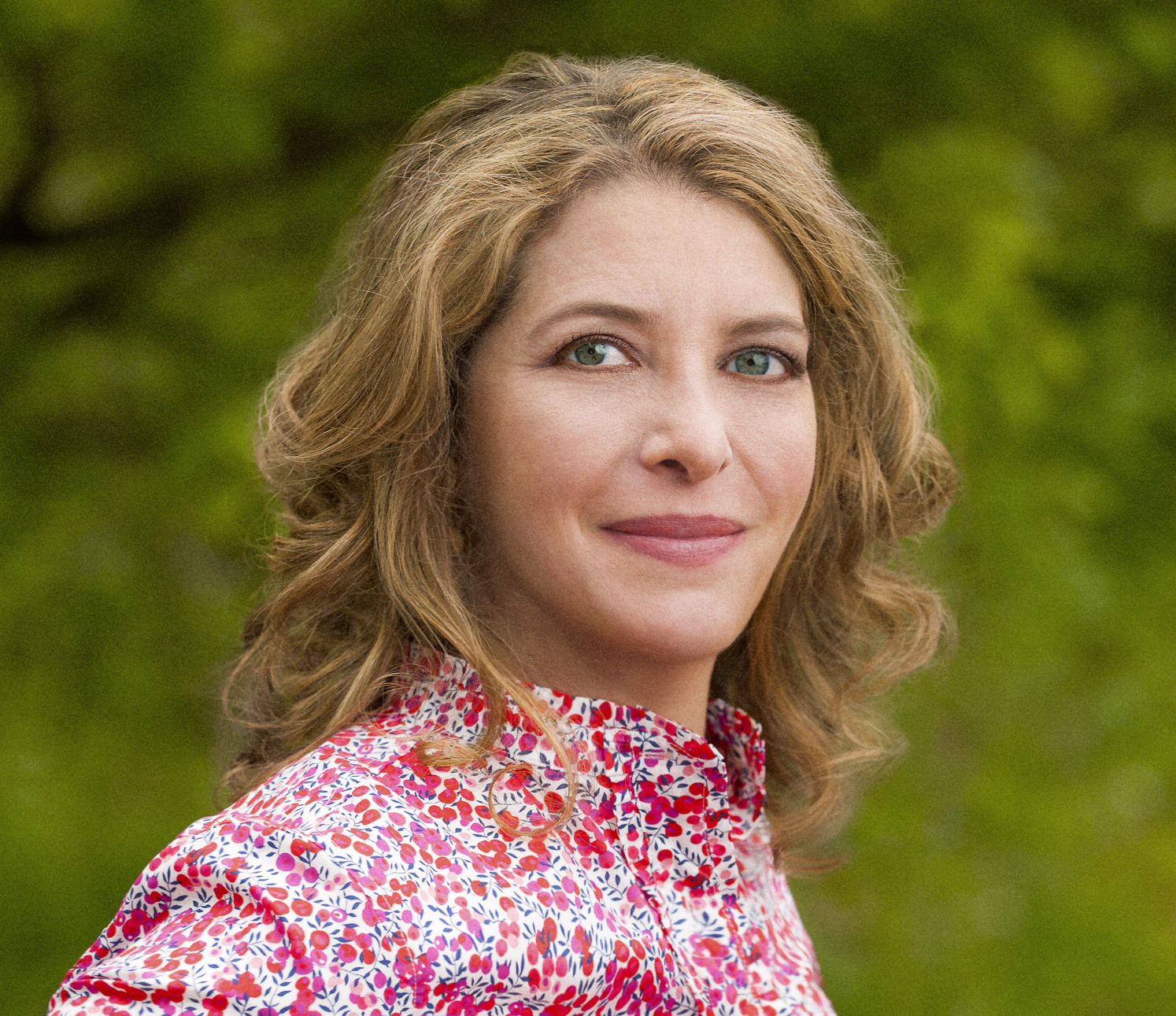
Nina Teicholz

Nina Teicholz é uma jornalista cujos trabalhos contradizem o princípio nutricional convencional de que a gordura saturada não é saudável e que deve ser evitada na dieta americana.

## Educação e infância
Nina Teicholz cresceu na cidade de North Berkeley, Califórnia nos Estados Unidos da América.
Ela se formou em Estudos Americanos na Universidade de Stanford e completou seu mestrado em Estudos Latino-Americanos na Universidade de Oxford .

## Carreira
Teicholz trabalhou como repórter para a National Public Radio e tornou-se freelancer, contribuindo para publicações como The New York Times, The Washington Post, Gourmet, The New Yorker, The Economist, Salon e Men's Health .
Segundo Nina, seu interesse por dietas à base de gorduras surgiu enquanto fazia uma série de histórias que investigavam alimentos para a revista Gourmet, e então, foi contratada para escrever uma reportagem sobre gordura trans publicada em 2004. Seu livro de 2014, The Big Fat Surprise: Why Butter, Meat and Cheese Belong in a Healthy Diet, traça a história das diretrizes nutricionais dos Estados Unidos; no livro, ela discute a ciência por trás das diretrizes e a influência do lobby da indústria sobre elas, e também questiona a ênfase em evitar a gordura saturada. Ela aconselha os leitores a "comerem manteiga; beberem e alimentar toda a família com leite integral. Abasteça-se de queijos cremosos, vísceras e salsichas e, sim, bacon ". O livro entrou na lista dos mais vendidos do The New York Times naquele ano, e foi considerado um dos 10 melhores livros de não ficção de 2014 pelo The Wall Street Journal e um dos melhores livros de ciência do ano pelo The Economist . O livro recebeu críticas de nutricionistas incluindo Marion Nestlé .
Teicholz escreveu um artigo de opinião com temas semelhantes no The Wall Street Journal em outubro de 2014. Este artigo chamou a atenção do criador do fundo de cobertura (hedge funds) John Arnold, que a recrutou para se juntar aos esforços financiados por sua Fundação Laura and John Arnold para combater a obesidade, nomeadamente através da Nutrition Science Initiative, que faz pesquisas, a Action Now Initiative, um grupo de lobby, e a Nutrition Coalition, que visa melhorar as diretrizes nutricionais.
Em fevereiro de 2015, o US Dietary Guidelines Advisory Committee (DGAC) divulgou seu relatório, escrito para fornecer uma base para o Dietary Guidelines for Americans de 2015, e o New York Times publicou um artigo de opinião de Teicholz criticando o comitê e seu trabalho. ☃☃ A Arnold Foundation financiou outros trabalhos de Teicholz no relatório DGAC, que foi publicado no British Medical Journal (BMJ) em setembro de 2015. Nesse artigo, Teicholz continuou os temas de seu livro e de seu artigo de fevereiro, e escreveu que a DGAC mostrou preconceito contra gordura e carne e não usou todas as evidências disponíveis, e que os membros tinham conflitos de interesse não revelados. O BMJ divulgou um preprint do artigo com um comunicado à imprensa, e as alegações de Teicholz foram amplamente cobertas pela mídia.
As alegações de Teicholz foram duramente criticadas pela DGAC, o Departamento de Saúde e Serviços Humanos dos Estados Unidos, o Centro de Ciência no Interesse Público e outros, incluindo uma petição assinada por 180 cientistas, e eles pediram ao BMJ que retirasse o artigo ou corrigisse os problemas. O BMJ emitiu uma correção em outubro de 2015 e outra em dezembro de 2016, esta última com a declaração de que após uma revisão independente do paper, havia decidido não retirá-lo.
Enquanto isso, a Arnold Foundation vinha pressionando por audiências no Congresso sobre o relatório da DGAC e tentou bloquear o lançamento das Diretrizes Nuticionais para Americanos de 2015; seu grupo de lobby organizou reuniões para Teicholz com membros do Congresso e funcionários da Casa Branca. Teicholz e a Fundação foram criticados na época por serem aliados das indústrias de carnes e laticínios em seu lobby e outros esforços de relações públicas para manter altos níveis de consumo de carne e laticínios pelos consumidores americanos.
A defesa de Teicholz foi criticada por Marion Nestlé por fazer fortes afirmações sobre os benefícios de uma dieta com baixo teor de carboidratos e alto em gorduras que vão além do que a ciência pode apoiar; Nestlé escreveu sobre a defesa de Teicholz: "Faz pouco para promover a saúde do público fazer com que a ciência da nutrição pareça mais controversa do que realmente é."
Teicholz é uma defensora do consumo de carne bovina .  A líder da indústria de carne bovina, Amanda Radke, escreveu no Beef Daily que "Os melhores defensores da carne bovina de hoje usam uma variedade de artifícios[...] , como Nina Teicholz ou Gary Taubes, que se voltam contra os conselhos convencionais de saúde para promover dietas ricas em gorduras e proteínas animais".
Em 2017, Salim Yusuf afirmou que Teicholz "sacudiu o mundo da nutrição, mas ela acertou", uma declaração pela qual ele foi imediatamente e amplamente criticado, como havia sido por declarações anteriores fora da corrente principal da ciência da nutrição.

## Trabalhos selecionados
- Billings, J.; Teicholz, N. (1 de novembro de 1990). «Uninsured patients in District of Columbia hospitals». Health Affairs. 9: 158–165. doi:10.1377/hlthaff.9.4.158
- «Nina Teicholz Reports On The Avon Ladies Of The Amazon.». NPR (em inglês). 20 de junho de 1996
- Teicholz, Nina (22 de outubro de 1998). «Library/Web Sites for Women; Offerings That Include Both Fluff and Finance». The New York Times
- Teicholz, Nina (29 de março de 1999). «Talk of the Town: Table Talk». The New Yorker (em inglês)
- Teicholz, Nina (17 de julho de 2000). «When drugs take a holiday». Salon
- Teicholz, Nina (junho de 2004). «Heart Breaker». Gourmet Magazine (em inglês)
- Teicholz, Nina (16 de abril de 2006). «Op-Ed: Nuggets of Death». The New York Times
- Teicholz, Nina (10 de outubro de 2007). «What if Bad Fat is Actually Good for You?». Men's Health (em inglês)
- Teicholz, Nina (2014). The big fat surprise: why butter, meat, and cheese belong in a healthy diet. Simon & Schuster First hardcover ed. [S.l.: s.n.] ISBN 978-1451624427  Teicholz, Nina (2014). The big fat surprise: why butter, meat, and cheese belong in a healthy diet. Simon & Schuster First hardcover ed. [S.l.: s.n.] ISBN 978-1451624427  Teicholz, Nina (2014). The big fat surprise: why butter, meat, and cheese belong in a healthy diet. Simon & Schuster First hardcover ed. [S.l.: s.n.] ISBN 978-1451624427
- Teicholz, Nina (2 de junho de 2014). «How Americans Got Red Meat Wrong». The Atlantic
- Teicholz, Nina (28 de outubro de 2014). «Op-Ed: The Last Anti-Fat Crusaders». Wall Street Journal
- Teicholz, Nina (20 de fevereiro de 2015). «Op-Ed: The Government's Bad Diet Advice». The New York Times
- Teicholz, Nina (23 de julho de 2017). «Op-ed: Don't believe the American Heart Assn. — butter, steak and coconut oil aren't likely to kill you». Los Angeles Times